# Rodriguezia decora
Rodriguezia decora là một loài thực vật có hoa trong họ Lan. Loài này được (Lem.) Rchb.f. miêu tả khoa học đầu tiên năm 1852.

## Hình ảnh

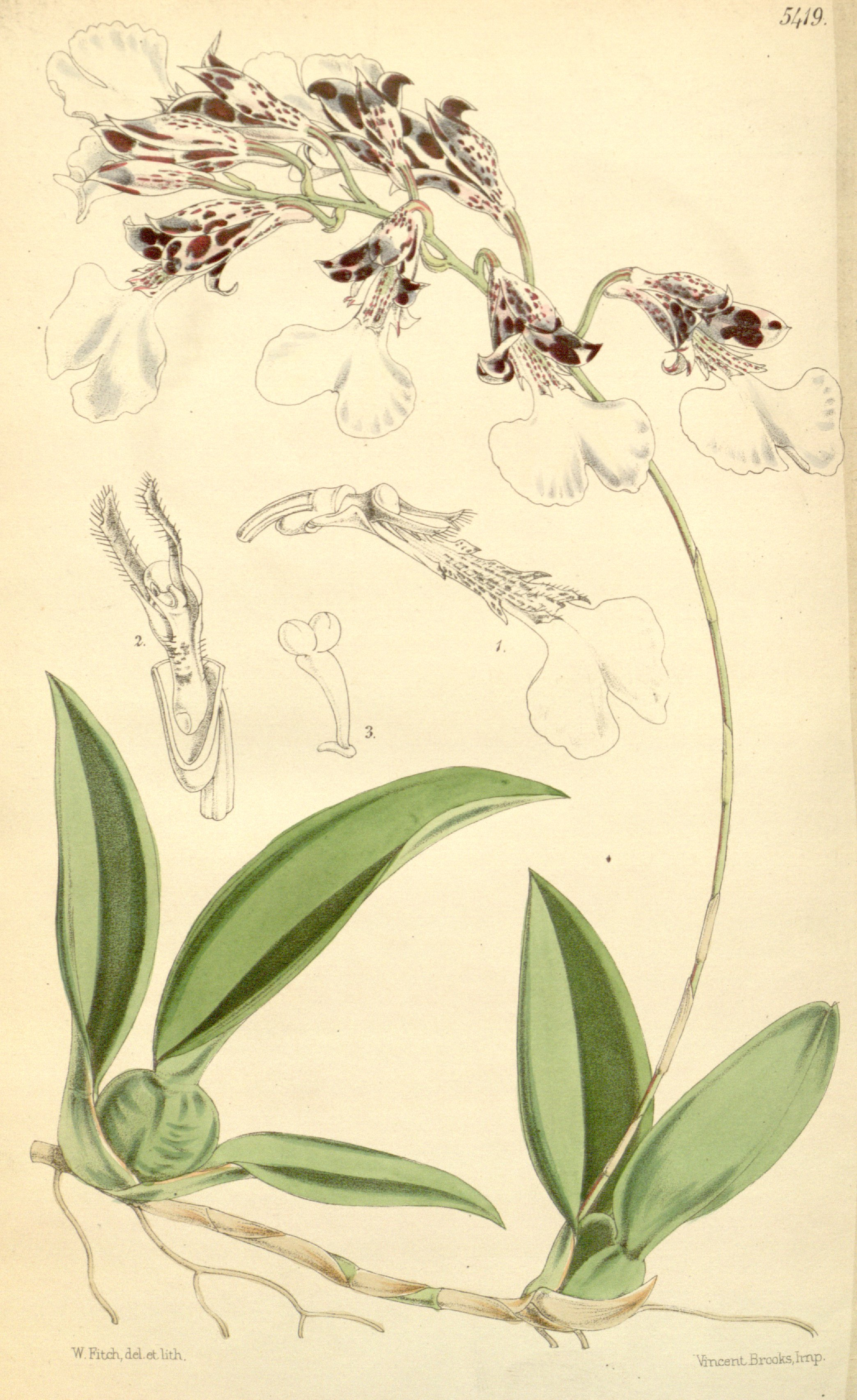
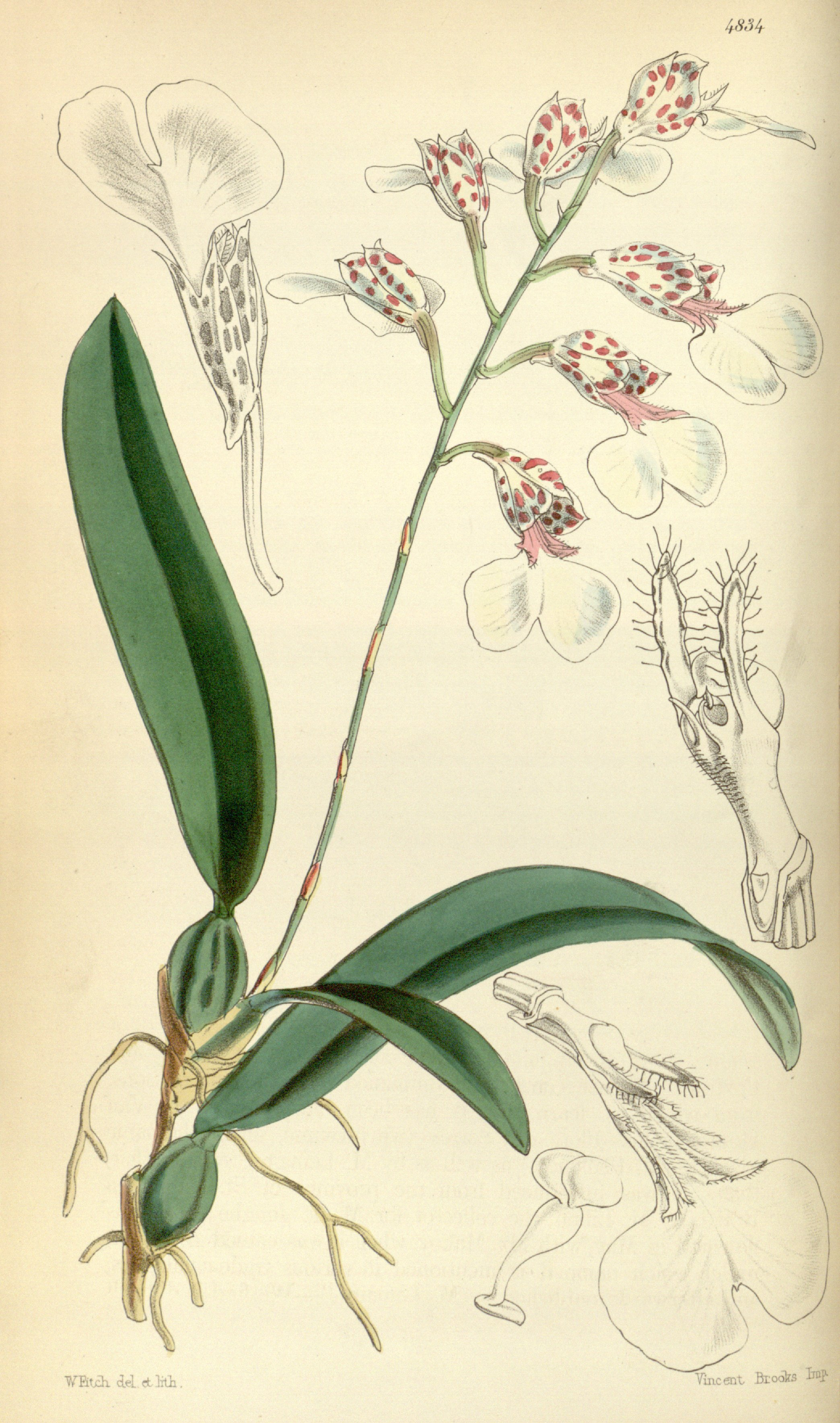